# Bataille de Powiewiórka
 (juin 2025).
 (mai 2020).
 (juin 2025).
Motif : source unique pour cette bataille dont il n'existe qu'un interwiki en polonais. Par ailleurs l'article est orphelin
- Archive Wikiwix
- Bing
- Cairn
- DuckDuckGo
- E. Universalis
- Gallica
- Google
- G. Books
- G. News
- G. Scholar
- Persée
- Qwant
- (zh) Baidu
- (ru) Yandex
- (wd) trouver des œuvres sur Wikidata

| 1. | Préciser le motif de la pose du bandeau. | Précisez le motif de la pose du bandeau en utilisant la syntaxe suivante : {{admissibilité à vérifier\|date=juin 2025\|motif=remplacez ce texte par le motif}}                               |
| 2. | Informer les utilisateurs concernés.     | Pensez à avertir le créateur de l'article, par exemple, en insérant le code ci-dessous sur sa page de discussion : {{subst:avertissement admissibilité à vérifier\|Bataille de Powiewiórka}} |

La bataille de Powiewiórka s'est déroulée le 1 juillet 1812 entre les forces franco-polonaises et les forces russes dans les premiers jours de l'invasion de la Russie par Napoléon. La bataille se solda par une victoire des forces franco-polonaises .